# Metropolitano Histórico de Madrid
La Sociedad Metropolitano Histórico de Madrid (MHM) es una asociación cultural madrileña centrada en la defensa y promoción de la historia y patrimonio histórico-cultural de los ferrocarriles madrileños, especialmente del Metro de Madrid y los tranvías y Metro Ligero.
La asociación tiene su origen como sucesora de la antigua Sociedad  del Metro y los Tranvías Históricos de Madrid (SAMETRAHM) , que en el año 2016 fue refundada como MHM, continuando con sus mismos fines y actividades.
Entre sus miembros se encuentran historiadores, profesores, personal ferroviario en activo y retirado, abogados, expertos en diferentes materias aplicables a la preservación del patrimonio histórico y entusiastas de los ferrocarriles y la historia de la ciudad.
MHM lleva a cabo diferentes actividades e iniciativas de carácter cultural. De entre todas destaca el proyecto elaborado sobre el vestíbulo original de la estación de metro de Pacífico (diseñado por Antonio Palermo) que fue aprobado por la JMD de Retiro el 11 de octubre de 2016.
También ha tenido un papel destacado en la lucha y defensa del mantenimiento de las cocheras de metro de Cuatro Caminos, donde además la asociación defiende que se cree el futuro museo del Metro de Madrid